# Blood Bank (single)
Blood Bank is een nummer van de Amerikaanse indiefolkband Bon Iver uit 2009. Het is de enige single van hun gelijknamige EP.
Het nummer was in de eerste instantie bedoeld voor het album For Emma, Forever Ago, maar frontman Justin Vernon vond het nummer niet helemaal bij het album passen, waardoor hij besloot om het samen met drie andere nummers op een aparte EP te zetten. "Blood Bank" flopte in Amerika, maar bereikte wel een 37e positie in het Verenigd Koninkrijk. In het Nederlandse taalgebied bereikte het nummer geen hitlijsten.